# كازوهيرو كاواسومي
كازوهيرو كاواسومي (باليابانية: 川澄 和弘) (5 أكتوبر 1970 في إيباراكي في اليابان – )؛ هو لاعب كرة قدم سابق كان يلعب كلاعب وسط.